# Taipa (fleuve)
Le fleuve Taipa  (enanglais : Taipa River) est un cours d’eau du Nord de la région du Northland dans l’île du Nord de la Nouvelle-Zélande.

## Géographie
Il s’écoule vers l’ouest puis le nord, atteignant le sud de la baie de Doubtless Bay (en) au niveau de la ville de Taipa.